# اوبرویل (کمون)
اوبرویل (به فرانسوی: Aubréville) یک کمون در فرانسه است که در موز (فرانسه) واقع شده‌است. اوبرویل ۲۰٫۹۷ کیلومتر مربع مساحت دارد ۱۸۳ متر بالاتر از سطح دریا واقع شده‌است.